# 西治臺灣歷史年表
- 1626年：西班牙進攻台灣北部，並佔領雞籠、滬尾、蛤仔難等地，並興建聖薩爾瓦多城作為統治中心。
- 1628年：建立聖多明哥城。
- 1633年：日本實施鎖國政策，西班牙經濟受到挫折。
- 1637年：為了節省開支，菲律賓總督科奎拉決定削減北台灣的軍力，並毀掉滬尾的聖多明哥城。
- 1641年：第一次聖薩爾瓦多城戰役
- 1642年：荷蘭發起雞籠之戰，西班牙不敵因此投降，結束16年來的統治。